# 이탈리아어파

철기시대 이탈리아반도의 언어 분포도. 위에서 무채색으로 칠해진 것들이 이탈리아어파에 속하는 언어들이다.

이탈리아어파(Italic languages)는 인도유럽어족의 한 어파로, 이탈리아반도를 중심으로 분포하였었다. 본디 이탈리아반도에서는 이탈리아어파 제어를 비롯한 다양한 언어들이 사용되고 있었으나, 지역 언어 중 하나이던 라틴어가 로마 제국과 함께 급격히 확산되면서 다른 언어들은 기원전 마지막 천년기(BC 1000~1) 중에 라틴어에 동화되어 사라져갔다. 결국 라틴어는 고대에 이미 이탈리아어파의 유일한 생존 언어가 되었으며, 이 라틴어로부터 분화된 언어들이 로망스어군이다.

## 분류
- 이탈리아어파
  - 베네티어†?: 고대 베네토 지역에서 사용되던 인도유럽어 계통의 언어로, 보통 이탈리아어파로 분류된다.
  - 오스크움브리아어군 (사멸)†
    - 오스크어†
    - 움브리아어†

  - 라틴팔리스크어군
    - 팔리스크어†
    - 라틴어
      - 로망스어군

## 같이 보기
- 이탈리아족
- 로망스어군
- 인도유럽어족